# David Boreanaz
David Paul Boreanaz (Buffalo, Nueva York, 16 de mayo de 1969) es un actor, productor y director de cine y televisión estadounidense, más conocido por haber interpretado al vampiro Ángel en la serie Buffy, la cazavampiros y luego su propia serie Ángel, a Seeley Booth en la serie Bones y Jason Hayes en Seal Team.

## Biografía

### Infancia y juventud
Se crio en Filadelfia (Pensilvania), donde su padre, Dave Roberts (David Thomas Boreanaz), era un presentador del tiempo en WPVI-TV; su madre, Patti, es una agente de viajes. Es de ascendencia eslovaca por su parte paterna e italiana por parte de su madre, siendo criado como católico. Ángel y Seeley Booth, sus dos personajes más conocidos también fueron criados como católicos.
Asistió al colegio Malvern Preparatory School en Malvern, Pensilvania, y fue al Ithaca College en Ithaca, Nueva York. Tras graduarse, se trasladó a Hollywood, California y fue descubierto por un productor mientras Boreanaz paseaba a su perro.

### Vida privada
El actor reside, junto a su familia, en Los Ángeles (California). 
Estuvo casado con Ingrid Quinn durante dos años (1997-1999).
Se volvió a casar con la actriz y modelo Jaime Bergman (24 de noviembre de 2001), con la que tiene dos hijos: Jaden Rayne (1 de mayo de 2002), y Bella (31 de agosto de 2009).

### Filtración
El 3 de marzo de 2021  se filtró un video de él autocomplaciéndose, se comprobó la identidad debido a su tatuaje en su muñeca interior. Hasta ahora no ha dado declaraciones ya que se desconectó de las redes sociales.

### Acoso sexual
Fue demandado por acoso sexual por una extra de la serie Bones llamada Kristina Hagan. El acoso comenzó durante un rodaje el 21 de agosto de 2009, donde el actor le mandó mensajes sumamente inapropiados a la actriz. Luego, en septiembre del mismo año, mientras Boreanaz conducía un auto, le dijo a la actriz que él era "el jefe" y que podría "hacer que las cosas pasen con ella". La demanda dice que David estacionó su coche, y "trató de besarla y tocarle los pechos, pero que ella lo rechazó",  entonces Boreanaz se bajó los pantalones, mostró sus partes íntimas y se realizó tocamientos indebidos. Otro encuentro supuestamente ocurrió con Hagan en el remolque de David el 29 de septiembre, de acuerdo con la documentación. Una vez más Hagan afirma que Boreanaz la agarró, besó y acarició y luego se tocó indebidamente "delante de ella". El caso fue resuelto por un acuerdo entre ambas partes.

### Carrera en televisión y cine
Fue la representación de Yul Brynner en el musical El Rey y yo la que hizo que David, con tan solo 7 años, tuviese ya el presentimiento de que su futuro sería el de actor.
Jugó al fútbol americano en el instituto, quiso ser profesional pero se lesionó la rodilla en el primer año y volvió a la interpretación.
Durante el tiempo que estudió actuación vivió la vida de un actor "muerto de hambre", teniendo que trabajar como aparcacoches, pintando casas, y distribuyendo toallas en un club deportivo.
Estudió comunicaciones, fue descubierto como actor mientras sacaba a sus dos perros a pasear, y un representante de nuevos talentos descubrió su intensa mirada y le abrió las puertas al mundo de la interpretación, sugiriéndole al enigmático y melancólico actor que probara suerte en una nueva serie de TV (BtVS). En 1996 entró en una agencia de actores.
Su debut fue en Married... with Children como novio de Kelly Bundy (Christina Applegate). También apareció en la película para televisión Men Don´t Lie. David ha representado en teatro Hatful of Rain, Italian-American Reconciliation, Fool for Love y Cowboy Mouth. Y para el cine ha hecho Aspen Extreme, Best of the Best 2, Eyes of the World, Cinco hombres para Lucy y Un San Valentín de muerte, también tuvo una pequeña aparición en un capítulo de Padre de Familia.
En 1996 entró a formar parte del equipo de una nueva serie llamada Buffy, la cazavampiros (Buffy, The Vampire Slayer), en la que estuvo durante tres temporadas como protagonista, y después realizó intervenciones esporádicas. Esta serie le catapultó a la fama, tanto es así, que dio lugar a su propia serie titulada Ángel en la que hace el papel protagonista, encarnando a un vampiro al que le es devuelta el alma por la familia de una joven gitana a la que mató. Ahora Ángel intenta contrarrestar el mal que hizo en el pasado luchando contra demonios y salvando la vida de inocentes.
En 2003 contribuyó en el primer sencillo de la cantante inglesa Dido haciendo aparición en el vídeo White flag.
En el año 2005 encarnó con gran éxito el papel del agente Seeley Booth en la serie Bones, la cual se emitió hasta 2017 por la cadena Fox.
Antes de conseguir su papel en Buffy trabajó también haciendo anuncios y vídeos musicales.
En 2017 se unió al elenco principal de la nueva serie Seal Team donde dio vida al soldado SEAL, Jason Hayes. Previamente el actor Jim Caviezel, interpretaría a Jason. Sin embargo, en marzo de 2017 se anunció que el actor Boreanaz lo reemplazaría, luego de que Caviezel dejara el proyecto debido a diferencias creativas.

## Filmografía

### Cine
| Año  | Título                           | Personaje                  | Notas            |
| ---- | -------------------------------- | -------------------------- | ---------------- |
| 1993 | Men Don´t Tell                   | Extra                      | No acreditado    |
| 1993 | Aspen Extreme                    | Espectador                 | No acreditado    |
| 1993 | Best of the Best II              | Aparcacoches               | No acreditado    |
| 1996 | Macabre Pair of Shorts           | Dinner                     |                  |
| 2001 | Valentine                        | Adam Carr / Jeremy Melton  |                  |
| 2002 | I'm with Lucy                    | Luke                       |                  |
| 2005 | The Crow: Wicked Prayer          | Lucas "Death" Crash        |                  |
| 2006 | These Girls                      | Keith Clark                |                  |
| 2006 | Mr. Fix It                       | Lance Valenteen            |                  |
| 2006 | The Hard Easy                    | Roger Hargitay             |                  |
| 2007 | Suffering Man's Charity          | Sebastián                  | Directo a vídeo  |
| 2008 | Justice League: The New Frontier | Hal Jordan / Green Lantern | Voz              |
| 2009 | The Mighty Macs                  | Ed Rush                    | Entrega limitada |
| 2013 | Officer Down                     | Det. Les Scanlon           | Directo a vídeo  |

### Televisión
| Año       | Título                             | Personaje    | Notas |
| --------- | ---------------------------------- | ------------ | --- |
| 1993      | Married... with Children           | Frank        | "Movie Show" |
| 1997–2003 | Buffy the Vampire Slayer           | Ángel        | Recurrente (T1, 4–5, 7). Principal (T2–3). 56 Episodios Nominado—Kids' Choice Award for Favorite Television Friends (compartido con Sarah Michelle Gellar) Nominado—Teen Choice Award for Choice TV Actor                                                                 |
| 1999–2004 | Ángel                              | Ángel        | Protagonista; 110 episodios Saturn Award for Best Actor on Television (2000, 2003, 2004) Nominado—Saturn Award for Best Actor on Television (2001, 2002) Nominado—Satellite Award for Best Actor – Television Series Drama Nominado—Teen Choice Award for Choice TV Actor |
| 2002      | Baby Blues                         | Johnny       | Voz. "Teddy-Cam" |
| 2003      | Themistokles: The Hero of Marathon | Themistokles | Película de televisión |
| 2005      | Punk'd                             | Él mismo     | "Episode #6.3" |
| 2005–2017 | Bones                              | Seeley Booth | Protagonista; 246 episodios Directed 11 episodes Nominated—People's Choice Award for Favorite TV Drama Actor Nominated—Teen Choice Award for Choice TV Actor: Drama (2006, 2011, 2012)                                                                                    |
| 2010      | Family Guy                         | Él mismo     | Voz. "Road to the North Pole" |
| 2012      | American Dad!                      | Seeley Booth | Voz. "Less Money, Mo' Problems" |
| 2015      | Sleepy Hollow                      | Seeley Booth | "Dead Men Tell No Tales" |
| 2017–2024 | SEAL Team                          | Jason Hayes  | Protagonista |
| 2018      | America's Game                     | Narrador     | "The 2017 Philadelphia Eagles" |

### Videojuegos
| Año  | Título                      | Personaje | Notas                          |
| ---- | --------------------------- | --------- | ------------------------------ |
| 2002 | Buffy the Vampire Slayer    | Angel     |                                |
| 2002 | Kingdom Hearts              | Leon      | Versión inglesa                |
| 2013 | Kingdom Hearts HD 1.5 Remix | Leon      | Stock footage; Versión inglesa |

### Videos musicales
| Año  | Título     | Intérprete |
| ---- | ---------- | ---------- |
| 2003 | White flag | Dido       |